# 筋鞘

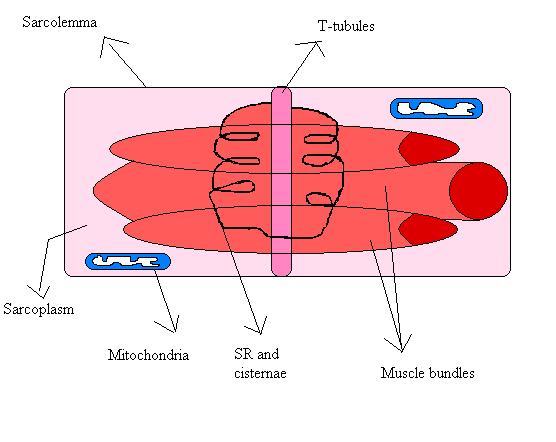

筋鞘（きんしょう、英:sarcolemma）は、骨格筋線維を包む細胞膜。哺乳類の筋線維の核は筋鞘に接して存在する。筋鞘には無定形あるいは細線維性の基底板が密着して筋鞘を補強する。